# Porsche Tennis Grand Prix 2010
Porsche Tennis Grand Prix 2010 — жіночий тенісний турнір, що проходив на закритих ґрунтових кортах. Це був 33-й за ліком Porsche Tennis Grand Prix. Належав до категорії Premier у рамках Туру WTA 2010. Відбувся на Porsche Arena в Штутгарті (Німеччина). Тривав з 24 квітня до 2 травня 2010 року. Жустін Енен здобула титул в одиночному розряді.

## Учасниці

### Сіяні учасниці
| Гравчиня           | Країна    | Рейтинг* | Сіяна |
| ------------------ | --------- | -------- | ----- |
| Каролін Возняцкі   | Данія     | 2        | 1     |
| Дінара Сафіна      | Росія     | 3        | 2     |
| Світлана Кузнецова | Росія     | 5        | 3     |
| Єлена Янкович      | Сербія    | 7        | 4     |
| Агнешка Радванська | Польща    | 8        | 5     |
| Вікторія Азаренко  | Білорусь  | 9        | 6     |
| Саманта Стосур     | Австралія | 10       | 7     |
| Яніна Вікмаєр      | Бельгія   | 12       | 8     |

- Рейтинг подано станом на 19 квітня 2010.

### Інші учасниці
Нижче наведено учасниць, які отримали вайлд-кард на участь в основній сітці:
- Юлія Гергес
- Жустін Енен
- Саманта Стосур

Нижче наведено гравчинь, які пробились в основну сітку через стадію кваліфікації:
- Маргаліта Чахнашвілі (як щасливий лузер)
- Лапущенкова Анна Олександрівна
- Цветана Піронкова
- Тетяна Пучек
- Селіма Сфар

## Фінальна частина

### Одиночний розряд
Жустін Енен —  Саманта Стосур, 6–4, 2–6, 6–1
- Для Енен це був перший титул за сезон і 42-й - за кар'єру. Це була її друга перемога на цьому турнірі (перша була 2007 року).

### Парний розряд
Хісела Дулко /  Флавія Пеннетта —  Квета Пешке /  Катарина Среботнік, 3–6, 7–6(7–3), [10–5]